# Episodi di Ravenswood
Gli episodi di Ravenswood, furono solamente 10, trasmessi sul canale statunitense ABC Family dal 22 ottobre 2013 al 4 febbraio 2014.
In Italia la serie è inedita.
| n° | Titolo originale           | Titolo italiano | Prima TV USA     | Prima TV Italia |
| -- | -------------------------- | --------------- | ---------------- | --------------- |
| 1  | Pilot                      |                 | 22 ottobre 2013  |                 |
| 2  | Death and the Maiden       |                 | 29 ottobre 2013  |                 |
| 3  | Believe                    |                 | 5 novembre 2013  |                 |
| 4  | The Devil Has a Face       |                 | 12 novembre 2013 |                 |
| 5  | Scared to Death            |                 | 19 novembre 2013 |                 |
| 6  | Revival                    |                 | 7 gennaio 2014   |                 |
| 7  | Home is where the heart is |                 | 14 gennaio 2014  |                 |
| 8  | I'll Sleep When I'm Dead   |                 | 21 gennaio 2014  |                 |
| 9  | Along Came a Spider        |                 | 28 gennaio 2014  |                 |
| 10 | My Haunted Heart           |                 | 4 febbraio 2014  |                 |

## Pilot

### Trama
Dopo aver scelto di rimanere a Ravenswood per aiutare la nuova amica Miranda, Caleb inizia a ripensare alla sua decisione, specialmente dopo che incontra Raymond, lo zio freddo e inospitale di Miranda. Caleb ha anche alcune spiacevoli interazioni con Luke, residente locale, che sta lottando per affrontare una recente tragedia familiare e il conseguente scandalo, che ha travolto anche la sorella gemella Olivia.

## Death and the Maiden
- La morte e la fanciulla

### Trama
Remy inizia a disegnare paralleli inquietanti tra eventi recenti e capitoli dolorosi nella storia di Ravenswood. Luke si irrita alla presenza di Caleb, specialmente intorno a Remy. E Miranda non riesce a cogliere la sua nuova realtà. Nel frattempo, Luke cerca di far affrontare a Olivia alcune dure verità sui loro genitori. E Caleb si trova faccia a faccia con l'ultima persona che si aspettava di vedere.

## Believe
- Credere

### Trama
Luke è resistente quando Caleb e Remy cercano di convincerlo che Ravenswood è afflitta dal soprannaturale. Per convincerlo, decidono di provare a contattare "l'altro lato". Olivia inizia la sua indagine sulla morte di suo padre, che diventa molto più sinistra di quanto si aspettasse. Remy diventa più preoccupata per sua madre, che di recente è tornata dall'Afghanistan. E mentre Miranda continua a desiderare una connessione con la sua famiglia, inizia a sentire come se qualcuno, o qualcosa la sta osservando. Nel frattempo, tutti si riuniscono per un evento cupo, e Collins e Miranda offrono a Caleb una ragione per rimanere a Ravenswood.

## The Devil Has a Face
- Il Diavolo ha un volto

### Trama
Ancora innervosito da quello che ha visto durante la seduta, Luke cerca una distrazione, ma si rende conto che potrebbe non esserci via di fuga da ciò che sta perseguitando il gruppo. Olivia si lega a Miranda e si sorprende nello scoprire che le loro famiglie possono avere una storia condivisa. E Caleb è catturato tra nuove e vecchie lealtà quando lotta per condividere ciò che sta accadendo a Ravenswood con Hanna. Nel frattempo, Remy e Caleb indagano su un intrigante nuovo indizio nel passato della città. Luke è sorpreso di trovare un terreno comune con Tess. E Miranda pensa di aver finalmente trovato quello che stava cercando.

## Scared to Death
- Spaventato dalla Morte

### Trama
Proprio quando Caleb pensava di ottenere risposte a ciò che può essere ossessionante Ravenswood, finisce in un vicolo cieco e rimane con più domande. Miranda cerca di dimostrare che lei è dove vuole essere, ma Caleb sente che è in grave pericolo. Remy scopre involontariamente un indizio importante sul come rompere la maledizione, ma ulteriori indagini portano a una scena davvero inquietante. Nel frattempo, Caleb cerca di rassicurare Hanna, Luke cerca di entrare nella stessa pagina con Remy, e Olivia si sforza di riconnettersi con Dillon.

## Revival
- Ritorno

### Trama
Fresco del suo viaggio a Rosewood, Caleb lotta per affrontare le conseguenze del suo breve periodo con Miranda dall'altra parte. Remy capisce che i suoi sogni possono essere il miglior indizio che hanno nel comprendere il patto, ma attira involontariamente qualcosa che è determinato ad assicurarsi che Remy non si svegli. E Miranda decide di perseguitare la signora Grunwald per le risposte ma scopre che Grunwald potrebbe avere un suo amico spettrale. Nel frattempo, Luke e Olivia sono innervositi dalla crescente attenzione di Collins nei confronti della madre, e Olivia prende una decisione importante su Dillon, senza rendersi conto delle sue vere motivazioni.

## Home is where the heart is
- Casa è dove si trova il cuore

### Trama
La Polizia di Ravenswood scende su Luke e la casa di Olivia, dopo aver scoperto qualcosa con legami con eventi nel passato e nel presente. Il padre di Caleb decide di scoprire cosa sta combinando suo figlio a Ravenswood, e Caleb non è sicuro se vuole il suo aiuto, o se vuole che lui vada fuori città. Remy continua a gestire gli effetti persistenti di ciò che ha visto nei suoi sogni. Nel frattempo, Olivia cerca di tenerlo insieme sulla scia degli eventi recenti, e Miranda ottiene una visione sorprendente di Grunwald e della sua connessione con il soprannaturale.

## I'll Sleep When I'm Dead
- Dormirò quando sarò morto

### Trama
Quando Remy si reca in una clinica del sonno nella speranza di riposarsi finalmente, apprende che i suoi sogni sul misterioso patto potrebbero aver avuto inizio prima ancora che si rendesse conto. Tuttavia, diventa presto evidente che la clinica potrebbe essere il posto meno sicuro per Remy. Olivia scopre alcune nuove informazioni su Springer e inizia a chiedersi se conosce il patto. E Caleb si rivolge a Mr. Price per una lezione sulla storia della città di Ravenswood. Nel frattempo, Miranda lotta con il suo posto nel gruppo e scopre nuove conseguenze per aver lasciato la casa di Collins.

## Along Came a Spider
- Insieme venne un ragno

### Trama
Mr. Price invia inavvertitamente Caleb e Miranda a una ricerca per indagare su un segreto che Collins ha mantenuto, ma li porta a una visione sorprendente del patto. Con domande su Dillon che turbina, Olivia è confusa quando finalmente si presenta per aiutarla a superare la sua ultima crisi. E Remy e Luke sono determinati a dimostrare che Dillon ha nascosto qualcosa, il che mette in pericolo Luke. Nel frattempo, Caleb inizia la scuola a Ravenswood e Miranda cerca di fargli compagnia, portando a un incidente imbarazzante.

## My Haunted Heart
- Il mio cuore infestato

### Trama
Caleb alla fine deve indurre Hanna a capire cosa sta succedendo a Ravenswood quando si presenta chiedendo di parlare con Miranda del "furto" di lui. Luke e Olivia finalmente conoscono cosa è successo veramente al loro padre e chi ne è responsabile. Con le pareti che si chiudono intorno a lui, Dillon fa una mossa drastica. E quando Remy scompare, il resto dei "Cinque" cerca disperatamente di salvarla, portando a una intensa resa dei conti con la vita di tutti in pericolo.